# Heidelberg Hauptbahnhof
Heidelberg Hauptbahnhof – główny dworzec kolejowy w Heidelbergu, w kraju związkowym Badenia-Wirtembergia, w Niemczech. Obsługuje około 30 tys. pasażerów dziennie.